# Stuart Armstrong
Stuart Armstrong (Inverness, 30 marzo 1992) è un calciatore scozzese, centrocampista dello Sheffield Weds e della nazionale scozzese.

## Statistiche

### Presenze e reti nei club
Statistiche aggiornate al 14 novembre 2021.
| Stagione           | Squadra            | Campionato         | Campionato | Campionato | Coppe nazionali | Coppe nazionali | Coppe nazionali | Coppe continentali | Coppe continentali | Coppe continentali | Altre coppe | Altre coppe | Altre coppe | Totale | Totale |
| Stagione           | Squadra            | Comp               | Pres       | Reti       | Comp            | Pres            | Reti            | Comp               | Pres               | Reti               | Comp        | Pres        | Reti        | Pres   | Reti   |
| ------------------ | ------------------ | ------------------ | ---------- | ---------- | --------------- | --------------- | --------------- | ------------------ | ------------------ | ------------------ | ----------- | ----------- | ----------- | ------ | ------ |
| 2010-2011          | Dundee Utd         | SPL                | 11         | 0          | SC+CdL          | 0+0             | 0               | -                  | -                  | -                  | -           | -           | -           | 11     | 0      |
| 2011-2012          | Dundee Utd         | SPL                | 23         | 1          | SC+CdL          | 3+2             | 0               | UEL                | 0                  | 0                  | -           | -           | -           | 28     | 1      |
| 2012-2013          | Dundee Utd         | SPL                | 36         | 3          | SC+CdL          | 4+2             | 0               | UEL                | 1                  | 0                  | -           | -           | -           | 43     | 3      |
| 2013-2014          | Dundee Utd         | SP                 | 36         | 8          | SC+CdL          | 5+2             | 3+0             | -                  | -                  | -                  | -           | -           | -           | 43     | 11     |
| 2014-gen. 2015     | Dundee Utd         | SP                 | 20         | 6          | SC+CdL          | 1+3             | 0               | -                  | -                  | -                  | -           | -           | -           | 24     | 6      |
| Totale Dundee Utd  | Totale Dundee Utd  | Totale Dundee Utd  | 126        | 18         |                 | 22              | 3               |                    | 1                  | 0                  |             | -           | -           | 149    | 21     |
| gen.-giu. 2015     | Celtic             | SP                 | 15         | 1          | SC+CdL          | 0+0             | 0               | UEL                | 2                  | 1                  | -           | -           | -           | 17     | 2      |
| 2015-2016          | Celtic             | SP                 | 25         | 4          | SC+CdL          | 1+2             | 0               | UCL+UEL            | 6+5                | 0                  | -           | -           | -           | 39     | 4      |
| 2016-2017          | Celtic             | SP                 | 31         | 15         | SC+CdL          | 4+3             | 2+0             | UCL                | 9                  | 0                  | -           | -           | -           | 47     | 17     |
| 2017-2018          | Celtic             | SP                 | 27         | 3          | SC+CdL          | 1+3             | 0+1             | UCL                | 10                 | 1                  | -           | -           | -           | 41     | 5      |
| Totale Celtic      | Totale Celtic      | Totale Celtic      | 98         | 23         |                 | 14              | 3               |                    | 32                 | 2                  |             | -           | -           | 144    | 28     |
| 2018-2019          | Southampton        | PL                 | 29         | 3          | FACup+CdL       | 1+2             | 1+0             | -                  | -                  | -                  | -           | -           | -           | 32     | 4      |
| 2019-2020          | Southampton        | PL                 | 30         | 5          | FACup+CdL       | 3+1             | 0+0             | -                  | -                  | -                  | -           | -           | -           | 34     | 5      |
| 2020-2021          | Southampton        | PL                 | 33         | 4          | FACup+CdL       | 5+0             | 1+0             | -                  | -                  | -                  | -           | -           | -           | 38     | 5      |
| 2021-2022          | Southampton        | PL                 | 23         | 2          | FACup+CdL       | 4+1             | 1+0             | -                  | -                  | -                  | -           | -           | -           | 28     | 3      |
| 2022-2023          | Southampton        | PL                 | 32         | 2          | FACup+CdL       | 0+3             | 0+0             | -                  | -                  | -                  | -           | -           | -           | 35     | 2      |
| 2023-2024          | Southampton        | FLC                | 42         | 5          | FACup+CdL       | 2+1             | 1+0             | -                  | -                  | -                  | -           | -           | -           | 45     | 6      |
| Totale Southampton | Totale Southampton | Totale Southampton | 189        | 21         |                 | 23              | 4               |                    | -                  | -                  |             | -           | -           | 212    | 25     |
| Totale carriera    | Totale carriera    | Totale carriera    | 413        | 62         |                 | 59              | 10              |                    | 33                 | 2                  |             | -           | -           | 505    | 74     |

### Cronologia presenze e reti in nazionale
| Cronologia completa delle presenze e delle reti in nazionale ― Scozia | Cronologia completa delle presenze e delle reti in nazionale ― Scozia | Cronologia completa delle presenze e delle reti in nazionale ― Scozia | Cronologia completa delle presenze e delle reti in nazionale ― Scozia | Cronologia completa delle presenze e delle reti in nazionale ― Scozia | Cronologia completa delle presenze e delle reti in nazionale ― Scozia | Cronologia completa delle presenze e delle reti in nazionale ― Scozia | Cronologia completa delle presenze e delle reti in nazionale ― Scozia |
| Data                                                                  | Città                                                                 | In casa                                                               | Risultato                                                             | Ospiti                                                                | Competizione                                                          | Reti                                                                  | Note                                                                  |
| --------------------------------------------------------------------- | --------------------------------------------------------------------- | --------------------------------------------------------------------- | --------------------------------------------------------------------- | --------------------------------------------------------------------- | --------------------------------------------------------------------- | --------------------------------------------------------------------- | --------------------------------------------------------------------- |
| 26-3-2017                                                             | Glasgow                                                               | Scozia                                                                | 1 – 0                                                                 | Slovenia                                                              | Qual. Mondiali 2018                                                   | -                                                                     |                                                                       |
| 10-6-2017                                                             | Glasgow                                                               | Scozia                                                                | 2 – 2                                                                 | Inghilterra                                                           | Qual. Mondiali 2018                                                   | -                                                                     |                                                                       |
| 1-9-2017                                                              | Vilnius                                                               | Lituania                                                              | 0 – 3                                                                 | Scozia                                                                | Qual. Mondiali 2018                                                   | 1                                                                     | 85’                                                                   |
| 4-9-2017                                                              | Glasgow                                                               | Scozia                                                                | 2 – 0                                                                 | Malta                                                                 | Qual. Mondiali 2018                                                   | -                                                                     |                                                                       |
| 23-3-2018                                                             | Glasgow                                                               | Scozia                                                                | 0 – 1                                                                 | Costa Rica                                                            | Amichevole                                                            | -                                                                     | 58’                                                                   |
| 27-3-2018                                                             | Budapest                                                              | Ungheria                                                              | 0 – 1                                                                 | Scozia                                                                | Amichevole                                                            | -                                                                     | 70’                                                                   |
| 7-9-2018                                                              | Glasgow                                                               | Scozia                                                                | 0 – 4                                                                 | Belgio                                                                | Amichevole                                                            | -                                                                     | 53’                                                                   |
| 10-9-2018                                                             | Glasgow                                                               | Scozia                                                                | 2 – 0                                                                 | Albania                                                               | UEFA Nations League 2018-2019 - 1º turno                              | -                                                                     | 46’                                                                   |
| 14-10-2018                                                            | Londra                                                                | Scozia                                                                | 1 – 3                                                                 | Portogallo                                                            | Amichevole                                                            | -                                                                     | 77’                                                                   |
| 17-11-2018                                                            | Scutari                                                               | Albania                                                               | 0 – 4                                                                 | Scozia                                                                | UEFA Nations League 2018-2019 - 1º turno                              | -                                                                     | 61’                                                                   |
| 20-11-2018                                                            | Glasgow                                                               | Scozia                                                                | 3 – 2                                                                 | Israele                                                               | UEFA Nations League 2018-2019 - 1º turno                              | -                                                                     | 89’                                                                   |
| 21-3-2019                                                             | Astana                                                                | Kazakistan                                                            | 3 – 0                                                                 | Scozia                                                                | Qual. Euro 2020                                                       | -                                                                     |                                                                       |
| 24-3-2019                                                             | Serravalle                                                            | San Marino                                                            | 0 – 2                                                                 | Scozia                                                                | Qual. Euro 2020                                                       | -                                                                     | 71’                                                                   |
| 8-6-2019                                                              | Glasgow                                                               | Scozia                                                                | 2 – 1                                                                 | Cipro                                                                 | Qual. Euro 2020                                                       | -                                                                     | 88’                                                                   |
| 11-6-2019                                                             | Bruxelles                                                             | Belgio                                                                | 3 – 0                                                                 | Scozia                                                                | Qual. Euro 2020                                                       | -                                                                     | 32’                                                                   |
| 9-9-2019                                                              | Glasgow                                                               | Scozia                                                                | 0 – 4                                                                 | Belgio                                                                | Qual. Euro 2020                                                       | -                                                                     | 68’                                                                   |
| 10-10-2019                                                            | Mosca                                                                 | Russia                                                                | 4 – 0                                                                 | Scozia                                                                | Qual. Euro 2020                                                       | -                                                                     | 81’                                                                   |
| 13-10-2019                                                            | Glasgow                                                               | Scozia                                                                | 6 – 0                                                                 | San Marino                                                            | Qual. Euro 2020                                                       | 1                                                                     | 70’                                                                   |
| 19-11-2019                                                            | Glasgow                                                               | Scozia                                                                | 3 – 1                                                                 | Kazakistan                                                            | Qual. Euro 2020                                                       | -                                                                     | 90+2’                                                                 |
| 4-9-2020                                                              | Glasgow                                                               | Scozia                                                                | 1 – 1                                                                 | Israele                                                               | UEFA Nations League 2020-2021 - 1º turno                              | -                                                                     | 79’                                                                   |
| 7-9-2020                                                              | Olomouc                                                               | Rep. Ceca                                                             | 1 – 2                                                                 | Scozia                                                                | UEFA Nations League 2020-2021 - 1º turno                              | -                                                                     | 48’ 78’                                                               |
| 15-11-2020                                                            | Trnava                                                                | Slovacchia                                                            | 1 – 0                                                                 | Scozia                                                                | UEFA Nations League 2020-2021 - 1º turno                              | -                                                                     | 30’ 87’                                                               |
| 25-3-2021                                                             | Glasgow                                                               | Scozia                                                                | 2 – 2                                                                 | Austria                                                               | Qual. Mondiali 2022                                                   | -                                                                     | 66’                                                                   |
| 28-3-2021                                                             | Tel Aviv                                                              | Israele                                                               | 1 – 1                                                                 | Scozia                                                                | Qual. Mondiali 2022                                                   | -                                                                     | 86’                                                                   |
| 2-6-2021                                                              | Faro                                                                  | Paesi Bassi                                                           | 2 – 2                                                                 | Scozia                                                                | Amichevole                                                            | -                                                                     |                                                                       |
| 14-6-2021                                                             | Glasgow                                                               | Scozia                                                                | 0 – 2                                                                 | Rep. Ceca                                                             | Euro 2020 - 1º turno                                                  | -                                                                     | 67’                                                                   |
| 18-6-2021                                                             | Londra                                                                | Inghilterra                                                           | 0 – 0                                                                 | Scozia                                                                | Euro 2020 - 1º turno                                                  | -                                                                     | 76’                                                                   |
| 22-6-2021                                                             | Glasgow                                                               | Croazia                                                               | 3 – 1                                                                 | Scozia                                                                | Euro 2020 - 1º turno                                                  | -                                                                     | 70’                                                                   |
| 12-11-2021                                                            | Chișinău                                                              | Moldavia                                                              | 0 – 2                                                                 | Scozia                                                                | Qual. Mondiali 2022                                                   | -                                                                     | 75’                                                                   |
| 15-11-2021                                                            | Glasgow                                                               | Scozia                                                                | 2 – 0                                                                 | Danimarca                                                             | Qual. Mondiali 2022                                                   | -                                                                     | 79’                                                                   |
| 24-3-2022                                                             | Glasgow                                                               | Scozia                                                                | 1 – 1                                                                 | Polonia                                                               | Amichevole                                                            | -                                                                     | 76’                                                                   |
| 29-3-2022                                                             | Vienna                                                                | Austria                                                               | 2 – 2                                                                 | Scozia                                                                | Amichevole                                                            | -                                                                     | 77’                                                                   |
| 1-6-2022                                                              | Glasgow                                                               | Scozia                                                                | 1 – 3                                                                 | Ucraina                                                               | Qual. Mondiali 2022                                                   | -                                                                     | 68’                                                                   |
| 8-6-2022                                                              | Glasgow                                                               | Scozia                                                                | 2 – 0                                                                 | Armenia                                                               | UEFA Nations League 2022-2023 - 1º turno                              | -                                                                     | 75’                                                                   |
| 11-6-2022                                                             | Dublino                                                               | Irlanda                                                               | 3 – 0                                                                 | Scozia                                                                | UEFA Nations League 2022-2023 - 1º turno                              | -                                                                     | 59’                                                                   |
| 14-6-2022                                                             | Erevan                                                                | Armenia                                                               | 1 – 4                                                                 | Scozia                                                                | UEFA Nations League 2022-2023 - 1º turno                              | 2                                                                     |                                                                       |
| 21-9-2022                                                             | Glasgow                                                               | Scozia                                                                | 3 – 0                                                                 | Ucraina                                                               | UEFA Nations League 2022-2023 - 1º turno                              | -                                                                     | 76’                                                                   |
| 24-9-2022                                                             | Glasgow                                                               | Scozia                                                                | 2 – 1                                                                 | Irlanda                                                               | UEFA Nations League 2022-2023 - 1º turno                              | -                                                                     | 58’                                                                   |
| 27-9-2022                                                             | Cracovia                                                              | Ucraina                                                               | 0 – 0                                                                 | Scozia                                                                | UEFA Nations League 2022-2023 - 1º turno                              | -                                                                     | 72’                                                                   |
| 16-11-2022                                                            | Diyarbakır                                                            | Turchia                                                               | 2 – 1                                                                 | Scozia                                                                | Amichevole                                                            | -                                                                     | 67’                                                                   |
| 25-3-2023                                                             | Glasgow                                                               | Scozia                                                                | 3 – 0                                                                 | Cipro                                                                 | Qual. Euro 2024                                                       | -                                                                     | 15’ 67’                                                               |
| 17-6-2023                                                             | Oslo                                                                  | Norvegia                                                              | 1 – 2                                                                 | Scozia                                                                | Qual. Euro 2024                                                       | -                                                                     | 78’                                                                   |
| 8-9-2023                                                              | Larnaca                                                               | Cipro                                                                 | 0 – 3                                                                 | Scozia                                                                | Qual. Euro 2024                                                       | -                                                                     | 84’                                                                   |
| 12-9-2023                                                             | Glasgow                                                               | Scozia                                                                | 1 – 3                                                                 | Inghilterra                                                           | Amichevole                                                            | -                                                                     | 82’                                                                   |
| 12-10-2023                                                            | Siviglia                                                              | Spagna                                                                | 2 – 0                                                                 | Scozia                                                                | Qual. Euro 2024                                                       | -                                                                     | 79’                                                                   |
| 17-10-2023                                                            | Villeneuve d'Ascq                                                     | Francia                                                               | 4 – 1                                                                 | Scozia                                                                | Amichevole                                                            | -                                                                     | 76’                                                                   |
| 16-11-2023                                                            | Tbilisi                                                               | Georgia                                                               | 2 – 2                                                                 | Scozia                                                                | Qual. Euro 2024                                                       | -                                                                     | 79’ 90+5’                                                             |
| 19-11-2023                                                            | Glasgow                                                               | Scozia                                                                | 3 – 3                                                                 | Norvegia                                                              | Qual. Euro 2024                                                       | 1                                                                     | 70’                                                                   |
| 22-3-2024                                                             | Amsterdam                                                             | Paesi Bassi                                                           | 4 – 0                                                                 | Scozia                                                                | Amichevole                                                            | -                                                                     | 74’                                                                   |
| 26-3-2024                                                             | Glasgow                                                               | Scozia                                                                | 0 – 1                                                                 | Irlanda del Nord                                                      | Amichevole                                                            | -                                                                     | 78’                                                                   |
| 23-6-2024                                                             | Stoccarda                                                             | Scozia                                                                | 0 – 1                                                                 | Ungheria                                                              | Euro 2024 - 1º turno                                                  | -                                                                     | 76’                                                                   |
| 15-11-2024                                                            | Glasgow                                                               | Scozia                                                                | 1 – 0                                                                 | Croazia                                                               | UEFA Nations League 2024-2025 - 1º turno                              | -                                                                     | 90+2’                                                                 |
| 18-11-2024                                                            | Varsavia                                                              | Polonia                                                               | 1 – 2                                                                 | Scozia                                                                | UEFA Nations League 2024-2025 - 1º turno                              | -                                                                     | 87’                                                                   |
| Totale                                                                |                                                                       | Presenze                                                              | 53                                                                    |                                                                       | Reti                                                                  | 5                                                                     |                                                                       |

## Palmarès

### Club

#### Competizioni nazionali
- Coppa di Lega scozzese: 3

Celtic: 2014-2015, 2016-2017, 2017-2018
- Campionato scozzese: 4

Celtic: 2014-2015, 2015-2016, 2016-2017, 2017-2018
- Coppa di Scozia: 2

Celtic: 2016-2017, 2017-2018
- Canadian Championship: 1

Vancouver Whitecaps: 2024

### Individuale
- SFWA Young Player of the Year: 1[4]

2013
- SPFA Scottish Premiership Team of the Year: 3[5]

2013-2014, 2014-2015, 2016-2017